# Alexandra Grande
Alexandra Vanessa Grande Risco (Distrito de San Martín de Porres, Lima,  5 de febrero de 1990) es una Karateca peruana que se desempeña en la modalidad de Kumite -61Kg. Entre sus logros figuran dos medallas de oro en los Juegos Panamericanos.
A mediados de agosto de 2018, Alexandra fue premiada con los Laureles Deportivos en el grado de Gran Cruz luego de haber ganado la Medalla de Oro en los Juegos Mundiales Breslavia 2017. Es así que Alexandra se convirtió en una de las principales representantes del Perú en los últimos Juegos Panamericanos Lima 2019 y en el que también logró quedarse con la presea dorada. 
En 2008 compitió para el sudamericano juvenil de Buenos Aires 2008 ganando la medalla de plata, para el panamericano juvenil de Santiago de Chile 2008 ganando la medalla de bronce tanto individual como equipos, para el Open Panamericano Juvenil de Santiago de Chile 2008 ganando la medalla de oro y para el Panamericano Mayores de Quito 2008 ganando la medalla de plata.  
Para el 2009 compitió para los Juegos Bolivarianos Sucre 2009 ganando la medalla de oro, para el Panamericano Mayores de Curazao 2009 ganando la medalla de oro y el Mundial Juvenil de Marruecos 2009 ganando la medalla de bronce.

## Biografía
El 5 de febrero de 1990 nació en Lima. Creció en el distrito de San Martín de Porres junto con sus padres y hermana. Alexandra es hija de Willy Grande y Mercedes Risco, quienes también practicaban artes marciales. Su madre fue campeona Sudamericana de Karate, y su padre cinturón negro en Kung Fu. 
Además de participar de un gran número de competencias a lo largo de sus temporadas, tiene su propia academia de karate. El propósito de esta academia es inculcar valores en los niños y jóvenes, para que estas herramientas les ayude a desarrollarse y mejorar su calidad de vida.

## Trayectoria
Alexandra Grande realizó diferentes deportes cuando era pequeña como la gimnasia, ballet y el vóley. Sin embargo, encontró en el karate su pasión, en el que empezó como hobby y terminó convirtiéndose en su profesión. Con 14 años representó a Perú, obteniendo su primera medalla en el año 2009 en el Mundial Juvenil de Marruecos en la categoría menores de 21 años en -61Kg.
La karateka, ha obtenido varias medallas en diferentes campeonatos mundiales. Entre los más destacados se encuentran los Juegos Panamericanos de Toronto 2015 y Lima 2019, donde obtuvo la Medalla de Oro, consagrándose como bicampeona Panamericana. Asimismo, en el 2017 se quedó con la presea dorada en los Juegos Mundiales de Karate en Polonia. Debido a este gran logro, se le otorgaron los Laureles Deportivos en el grado de Gran Cruz, los cuales le fueron entregados en una ceremonia en el Estadio Nacional con la presencia de sus familiares, entrenadores y representantes del IPD.
Actualmente, se encuentra en el puesto 8 del ranking en la categoría de Kumite -61Kg.

### Juegos Panamericanos
Alexandra tiene una historia particular con los Juegos Panamericanos. En los Juegos de Guadalajara, en el 2011, logró llegar a la final donde perdió con la mexicana Bertha Gutiérrez en una pelea muy disputada y se quedó así con la Medalla de Plata. Su revancha no tardaría en llegar ya que, en los juegos de Toronto en el 2015, alcanzó nuevamente la final y logró superar a Karina Díaz, quedándose con la Medalla de Oro Panamericana, una de las tres que obtuvo la delegación peruana en dicha competencia.
En Lima 2019 Alexandra llegó como favorita ganó  medalla de oro, luego de lo ocurrido en Guadalajara y Toronto, así como en los Juegos Mundiales de Breslavia en el 2017. Sin embargo, ella supo manejar muy bien la presión y llegó a la final luego de ganar 3 peleas. En la final superó a la venezolana Claudymar Garcés con un contundente 6-1, logrando así la Medalla de Oro Panamericana. Con este resultado, Alexandra se convirtió en una de las dos peruanas con dos preseas doradas Panamericanas en la historia (junto a Natalia Cuglievan).

## Palmarés

### Nacionales
| Puesto | Competencia                       |
| 1.º    | Campeonato Nacional (2004 - 2015) |

### Internacionales
| Puesto | Competencia                              | Premio               | Sede              | Año  |
| 2.º    | Sudamericano Juvenil                     | Individual           | Buenos Aires      | 2008 |
| 3.º    | Panamericano Juvenil                     | Individual y equipos | Santiago de Chile | 2008 |
| 1.º    | Open Panamericano Juvenil                | Individual           | Santiago de Chile | 2008 |
| 3.º    | Panamericano Mayores                     | Individual           | Quito             | 2008 |
| 1.º    | Juegos Bolivarianos                      | Individual           | Sucre             | 2009 |
| 1.º    | Panamericano Mayores                     | Individual           | Curacao           | 2009 |
| 3.º    | Mundial Juvenil                          | Individual           | Marruecos         | 2009 |
| 1.º    | Juegos ODESUR                            | Individual           | Medellín          | 2010 |
| 2.º    | Panamericano                             | Individual           | Buenos Aires      | 2010 |
| 3.º    | World Combat Games                       | Individual           | Beijing           | 2010 |
| 1.º    | Sudamericano Mayores                     | Individual           | Asunción          | 2011 |
| 3.º    | Open e Individual Iberoamericano Mayores | Individual           | Managua           | 2011 |
| 2.º    | Juegos Panamericanos                     | Individual           | Guadalajara       | 2011 |
| 2.º    | Juegos Bolivarianos                      | Equipos              | Lima              | 2013 |
| 3.º    | Sudamericano                             | Individual           | Lima              | 2014 |
| 3.º    | Premier League                           | Individual           | Salzburgo         | 2014 |
| Top 10 | Mundial Mayores                          | Individual           | Bremen            | 2014 |
| 3.º    | Premier League                           | Individual           | Sao Paulo         | 2015 |
| 1.º    | Equipos Sudamericano Mayores             | Individual           | Santiago de Chile | 2015 |
| 3.º    | Individual Sudamericano Mayores          | Individual           | Santiago de Chile | 2015 |
| 1.º    | Juegos Panamericanos                     | Individual           | Toronto           | 2015 |
| 1.º    | Premier League                           | Individual           | Salzburgo         | 2016 |
| 1.º    | Campeonato Sudamericano                  | Individual y equipos | Cartagena         | 2016 |
| 1.º    | Mundial - Serie A                        | Individual           | Toledo            | 2017 |
| 1.º    | World Games                              | Individual           | Breslavia         | 2017 |
| 3.º    | Premier League K1                        | Individual           | Dubái             | 2017 |
| 5.º    | Campeonato Serie A de Karate             | Individual           | Guadalajara       | 2018 |
| 3.º    | Premier League K1                        | Individual           | Dubái             | 2018 |
| 5.º    | Premier League K1                        | Individual           | Róterdam          | 2018 |
| 2.º    | Juegos Suramericanos                     | Individual           | Cochabamba        | 2018 |
| 2.º    | Campeonato Panamericano de Karate        | Individual           | Chile             | 2018 |
| 1°     | K1 Premier League                        | Individual           | Berlín            | 2018 |
| 2.º    | K1 Premier League                        | Individual           | Tokio             | 2018 |
| 2.º    | K1 Premier League                        | Individual           | Estambul          | 2019 |
| 1.º    | K1 Premier League                        | Individual           | Montreal          | 2019 |
| 1.º    | Juegos Panamericanos                     | Individual           | Lima              | 2019 |

## Reconocimientos

### Nacionales
- Laureles Deportivos en grado “Gran Cruz”- 1.º Juegos Mundiales Breslavia 2017
- Premio del Deporte Nacional Colibrí de Plata 2015 (2016)

### Internacionales
- Top 5 - Ranking de la WKF- abril (2018)
- Top 5 - Ranking de la WKF - agosto (2018)
- Top 3 - Ranking de la WKF - septiembre (2018)